# リオデジャネイロ連邦大学

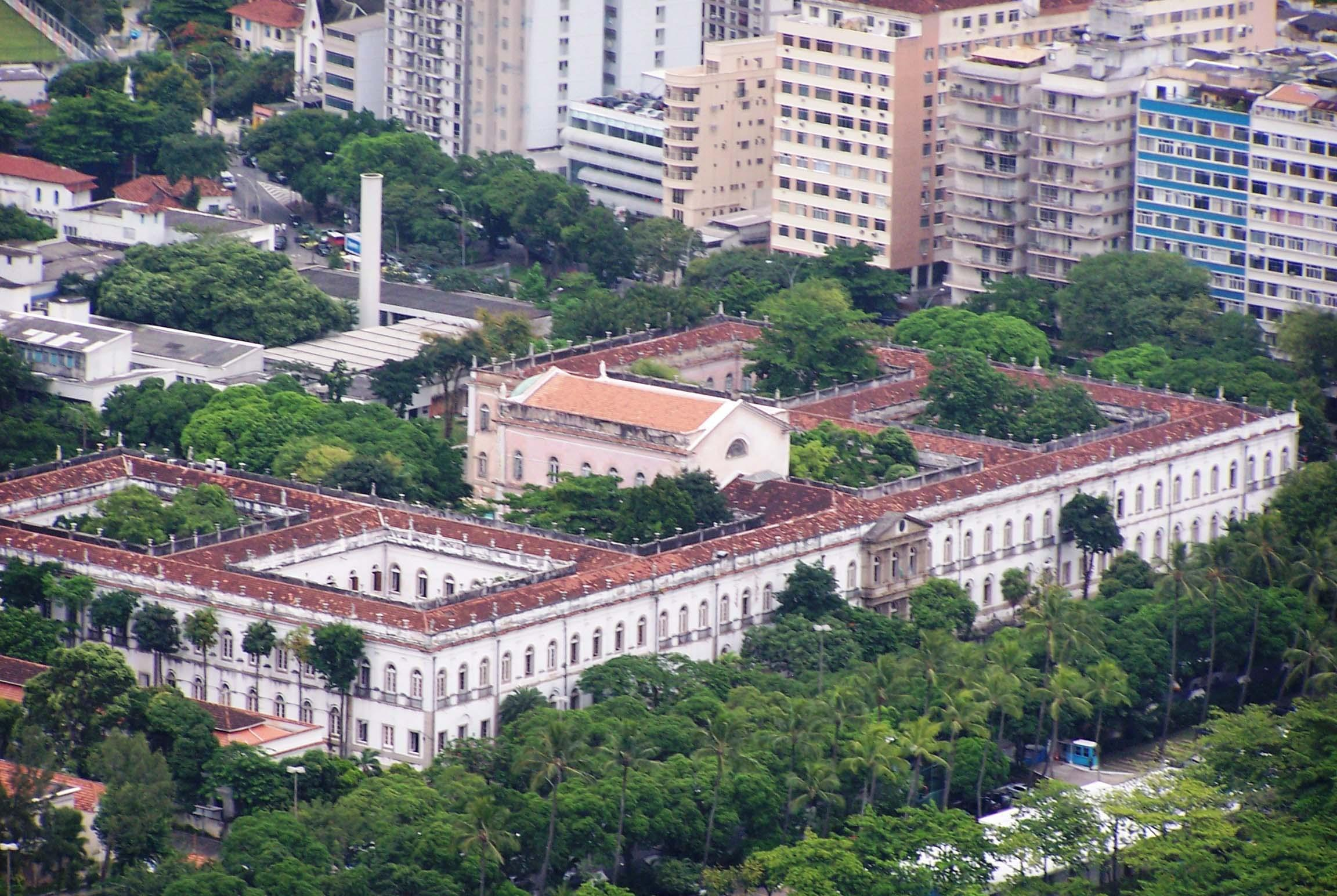
大学宮殿（Palácio Universitário）。19世紀の新古典派様式の建築である。

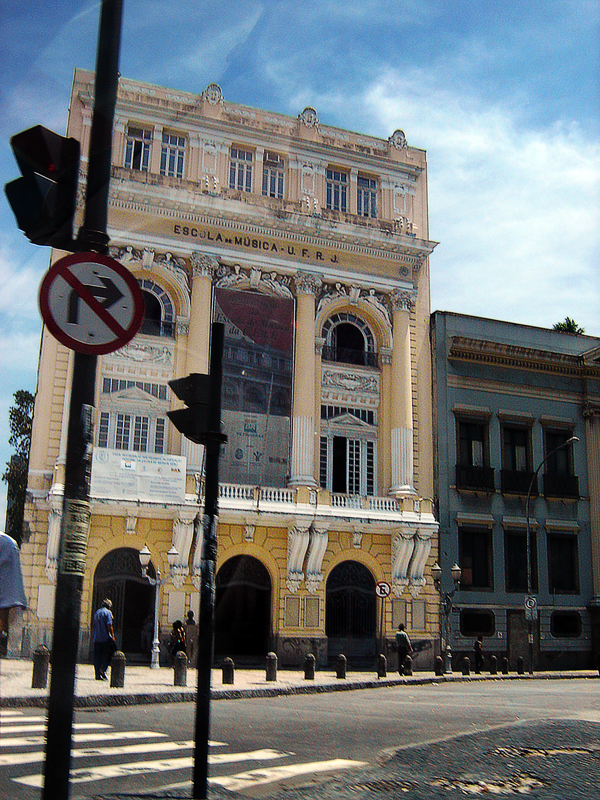
音楽学院（Escola de Música）。

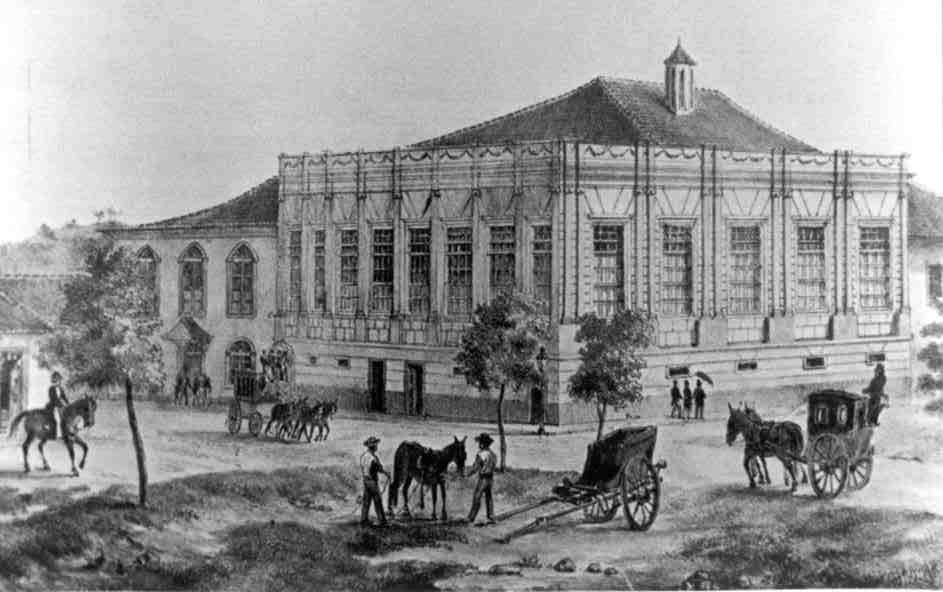
19世紀の法学部 (Faculdade Nacional de Direito)の母体。

リオデジャネイロ連邦大学（リオデジャネイロれんぽうだいがく、ポルトガル語: Universidade Federal do Rio de Janeiro,略称 UFRJ）とは、ブラジルのリオデジャネイロに置かれている連邦大学である。
現在3つのキャンパスを擁するほか、リオデジャネイロ市の中心部にある2つのビルに拠点を持ち、連邦大学の中では最大規模を誇る。

## 歴史
リオデジャネイロ連邦大学は、1920年にリオデジャネイロ大学 (Universidade do Rio de Janeiro) として設立された後、1937年にブラジル大学 (Universidade do Brasil) と改称し、さらに1965年に現在の名称となった。
大学設立当時、リオデジャネイロはブラジルの首都であったため、教育における国家戦略のひとつとして、それまでリオデジャネイロ州内にあったいくつかの教育機関を合併改組して近代的大学組織とした。
母体となった教育機関としては、1792年創立の高等工業学校 (Escola Politécnica)、1800年創立の国立芸術学校 (Escola Nacional de Belas Artes)、1808年創立の医学校 (Faculdade de Medicina) などがある。

## 研究・教育組織
大学は専攻分野別に「センター」単位で構成され、それぞれ独立した単位で機能している。
- 健康科学系
  - 生物学研究所
  - セレモンティーノ・フラガ・フィルホ大学病院
  - 薬科大学
  - 医科大学
  - 歯科大学
  - アンナ・ネリー看護学校
  - フィジカル教育＆スポーツ大学（体育大学）

- 社会科学系
  - 経済研究所
  - 管理会計大学
  - 法科大学

- 理学・数学系
- 哲学・人文科学系
- 文学・芸術系
- 技術センター

## 著名な出身者
- アウストレジェジロ・デ・アタイデ - 作家
- イヴァン・リンス - ミュージシャン
- ジョルジェ・アマード - 文学者
- アルトゥル・アビラ - 数学者

## 本学に因むもの
- ウエフェルジ (小惑星) - 本学のバロンゴ天文台が南アメリカにおける小惑星の位置天文学研究に寄与しており、この小惑星の観測においても、同天文台のスタッフが参加したことから、本学にちなんで命名された[2]。